# Загорський Сергій Антонович
Сергі́й Анто́нович Заго́рський (4 вересня 1886 року, Житомир, нині Україна — 4 червня 1962, Лондон) — російський, український, польський військовий діяч, генерал-майор. Спортсмен, учасник Літніх Олімпійських ігор 1912 в Стокгольмі.

## Біографія
Народився 4 вересня 1886 року в Житомирі Волинської губернії, нині обласний центр Україна. Закінчив Морський корпус, Школу кавалерійських офіцерів у Санкт-Петербурзі. Учасник Першої світової війни. Штабсротмістр лейбгвардії Драгунського полку. Організатор і командир ескадрону улан Пулавського легіону. Нагороджений Георгіївською зброєю.
В складі спортивної делегації Російської імперії брав участь в Олімпійських іграх 1912 року. Разом з Олександром Родзянком, Каролем Роммелем та іншими змагався в індивідуальному конкурі (кінний спорт), зайняв 18 місце.
З 1919 року в складі польської армії. Навчався у Вищій військовій школі. В складі польської національної команди 1923 року взяв участь у міжнародних змаганнях у Римі та Ніцці. Разом з полковником Сергієм Загорським із 16-го полку уланів виступав майор Кароль Роммель із 1-го полку шволежерів. Разом вони здобули чимало перемог у двадцяті роки в Нью-Йорку, Ніцці та Варшаві.
У 1926–1928 начальник Військового управління при польському уряді. Командував бригадою.
З 1939 у Франції. Учасник Другої світової війни. З 1942 року у відставці. 1945 року переїхав до Лондона.
Помер у червні 1962 року в Лондоні.